# 全盤西化
全盤西化是近代中國知識分子的一種思潮，最早於1915年开始的“新文化运动”期间被提出，于1980年代“新启蒙运动”时期在中国大陆再度兴起。

## 历史沿革

### 二十世纪早期
1915年开始的“新文化运动”期间，当时的先进知识分子都主张学习西方，即都是某种程度的“西化派”，包括运动代表人物陈独秀、胡适等。其中部分人士如梁漱溟，著有《东西文化及其哲学》 ，被认为是更进一步主张“全盘承受”西方化、“通盘受用西方化”，乃至提出了一套全盘西化的方案。期间，中华民国学术界和思想界爆发了“东西文化论战”。后有学者认为，新文化运动、五四运动以及全盘西化论产生的历史背景，有一个不可忽视的重大现实缘由，即当时出现的复辟帝制的思潮，有各类势力背叛共和、企图复辟帝制。
至1930年代，全盘西化论的代表人物是广东岭南大学教授陈序经，他在《中国文化的出路》一书中提出“全盘西化”的主张。1935年6月，胡适发表文章《充分世界化与全盘西化》，认为“全盘西化”一词招致诸多无谓的争议，不妨改用“充分世界化”。陳序經、胡適等人認為，晚清被西方列強侵入是因為中國君主專制文化落後，因此主張学习西方思想行为方式，全盤拋棄中國專制文化。继早前“东西文化论战”后，学术界和思想界再次爆发了“本位文化与全盘西化论战”。

### 1980年代
文化大革命结束后，1978年底中华人民共和国政府开始改革开放、深入拨乱反正，官方发起“思想解放运动”为经济改革奠定意识形态基础，同时间民间兴起“新启蒙运动”，伴随80年代文化热现象。
1980年代，面对中国经济水平落后，与香港、台湾以及西方国家差距巨大的现实，全盘西化论再度兴起，成为一代青年的主流取向，当时中国大陆许多人认为现代化就是“西方化”，直接冲击中国社会对中国政府和社会主义制度的认同。1988年，刘晓波在接受香港《解放月报》主编金钟采访时，认为“香港一百年殖民地变成今天这样，中国那么大，当然需要三百年殖民地，才会变成今年香港这样，三百年够不够，我还有怀疑。” 同年，中国中央电视台播出纪录片《河殇》，对诸多中国传统文化符号进行辨析和批判，同时表达了对海洋文明的向往，提出要对外开放、学习西方的先进文明，成为当时社会中“反传统”思潮的一个代表。也有学者认为，中国大陆1980年代的主流思潮是“全盘西化”，但绝非“西学为主”，那时人们其实是拿着一个笼统的“西方”或“现代化”的概念去“反传统”、去批判所谓“封建主义”，是批判者手中用来“反传统”的工具而已。

与此同时，执政的中国共产党内部对全盘西化亦有不同见解，一方面有人将“全盘西化”视为一种“资产阶级自由化”的主张，提出中国应当走邓小平制定的中国特色社会主义道路、遵循“四项基本原则”，而另一方面中共党内的王若望、方励之等人则被视为全盘西化论的引领者。但1986年“八六学潮”后，方励之、王若望及刘宾雁因宣传“资产阶级自由化”、“全盘西化”等观点，被邓小平点名开除党籍，中共开展了短暂的反对资产阶级自由化运动。邓小平于1987年7月在会见孟加拉国总统艾尔沙德时，说到：
搞现代化建设，搞改革开放，存在“左”和右的干扰问题。“左”的干扰更多是来自习惯势力。旧的一套搞惯了，要改不容易。右的干扰就是搞资产阶级自由化，全盘西化，包括照搬西方民主。“左”的和右的干扰，最主要的是“左”的干扰。
1989年“六四事件”爆发后， 尤其是1990年代起在中国经济腾飞、国家实力提升的背景下，中国民族主义兴起、全盘西化论衰退，同时当局开展“反和平演变”，“全盘西化”成为一个主要的被批判对象。有研究者认为，1980年代的全盘西化论是鸦片战争以来中国国家方向的命题继续，是在西方国家示范效应下知识界对中国改革停顿的反应，亦与中国政府引导舆论的倾向相关。也有学者认为，中国的“全盘西化”与反“全盘西化”之争，落到实处便是“自由民主”与反“自由民主”之争，是中国应否移植代议制民主宪政这一现代政治制度的争论。 

## 部分影響

### 中西文化论战
1961-1962年，李敖等人在台湾《文星》杂志上发表关于全盘西化的文章，掀起“中西文化论战”。胡秋原認為戰爭之失敗，乃明清政府錯誤政策之後果，而姑息性心態的傳統派、自卑心態的西化派、依附心態的俄化派皆可導致亡國，應超越三種門戶主義，保持凌空獨立的見解，找回中華民族創造文化之能力。居浩然認為全盤西化，應是專就近代西洋科學為基礎的技術方面，著重「全盤科學化」和工業化。

### 其他社会影响
在中國，同性戀不會遭到特別的排斥，甚至擁有“狎优”的特權，但「同性戀」一詞和圍繞在該詞的醫學理論因為開始出現全面西化思想致使當時西方普遍貶低同性戀的觀點傳播至中國和華人地區，逐漸促成對同性戀的社會污名。當時被譯介至中國的西方性學家，包括赫希菲爾德、艾利斯、布洛赫、埃賓、佛洛伊德和卡本特等人。在這些翻譯作品中，不只有為數不少的病理化的論述，也呈現了少數如卡本特把同性愛當作一種高貴情感的觀點，而在1920年代之後，讚頌同性之愛的論述變得愈來愈弱，負面觀點的論述則佔據了主流地位。

## 外部連結
- 《「全盤西化」Vs「中國本位」》（页面存档备份，存于），載於《二十一世紀》網絡版，2005年1月號，總第34期